# Emeishan
Emeishan (en chino, 峨眉山; pinyin, Éméishān; literalmente, ‘monte Emei’) es un municipio  bajo la administración directa de la Prefectura Leshan en la Provincia de Sichuan, República Popular China.  Su área es de 1181 km² y su población total para 2010 superó los 430 mil habitantes. 

## Administración
Desde julio de 2020, el  Municipio Emeishan se divide en 13 pueblos que se administran en 2 subdistritos, 10  poblados y 1 villa

## Historia
En el año 561 durante la dinastía Zhou del Norte se estableció el Condado Pingqiang (平羌县). En el 581 durante la dinastía Sui, pasó a llamarse Emei (峨眉). En septiembre de 1988, el condado fue abolido y fue promovido a municipio.
Al principio, el asentamiento se conocía oficialmente solo como Emei (峨眉), ya que el "shan" (山 'montaña') se usaba únicamente para referirse a la formación geológica, al Monte Emei, en lugar de ser parte del nombre de la ciudad. En 1988 cuando recibió el título de municipio el "shan" también fue parte oficial del nombre.